# Simon Dach
Simon Dach (født 29. juli 1605, død 15. april 1659) var en tysk digter.
Dach var professor i digtekunst ved Universitetet i Königsberg og skrev selv stemningsfulde og indtagende vers, som har bevaret hans navn. Især må nævnes visen Ännchen von Tharau, oprindelig et bryllupsdigt til en god ven, nu kendt som folkesang. I den store kurfyrste fandt Dach, der ofte led under tidens tryk, kort før sin død en velynder og beskytter.